# Lars Dalager
Lars Dalager (* um 1719; † 7. Januar 1772 in Vadsø) war ein dänischer Kaufmann.

## Leben

### Frühes Leben und Ausbildung
Lars Dalager war der Sohn des Zollbeamten Jens Laursen Dalager (um 1670–1742) und seiner Ehefrau Anna Goe (1688–1769). Sein jüngerer Bruder war der Kaufmann Carl Dalager (1726–1799). Über seine Kindheit ist nahezu nichts bekannt. Er wurde vermutlich um 1719 in Kopenhagen geboren. Sein Vater wuchs wahrscheinlich auf dem Hof Dalager im Sønder Borris Sogn in Jylland auf und nahm diesen als Nachnamen an. Er hatte eine Beamtenlaufbahn eingeschlagen und war um 1725 zum Zöllner am alten Rødbyer Hafen Dragsminde ernannt worden, was die alternative Angabe, Lars seit 1722 in Rødby geboren worden, unglaubwürdig macht.
1727 zog die Familie nach Gåbense auf Falster, wo Lars fortan aufwuchs und die Schule im nahegelegenen Nørre Vedby besuchte. Dort erhielt er nur unzureichende Bildung, aber er war lernbegierig und brachte sich selbst Französisch und Latein bei und später auch Deutsch. Es ist recht unklar, was er nach dem Schulabschluss tat. Vermutlich arbeitete er anfangs für den Kaufmann Jacob Severin, den Cousin seiner Mutter. Entweder hatte er eine Ausbildung auf dessen Schiffswerft in Hals erhalten oder in Handelsdiensten in der Finnmark gearbeitet, wo Severin und zwei Kollegen zu dieser Zeit das Handelsmonopol innehatten.

### Zeit als Kaufmann in Paamiut
1734 erhielt Jacob Severin auch das Handelsmonopol über Grönland und es ist davon auszugehen, dass Lars Dalager um 1738 in unterer Position in Grönland angestellt wurde, auch wenn es hierfür keine Belege gibt. Erst für 1742 ist er in Grönland bezeugt, als er zum Handelsassistenten der neugegründeten Kolonie Frederikshaab in Paamiut ernannt wurde. Die ersten Jahre waren hart und er musste mehrfach nach Nuuk reisen, um Proviant zu holen, da die Versorgungsschiffe die Kolonie nicht erreicht hatten.
1743 wurde er zum Kaufmann befördert und leitete die Kolonie somit. Wegen der großen Schwierigkeiten in den Anfangsjahren hatte man erwogen die Kolonie aufzugeben, aber durch Lars Dalagers Einsatz verbesserten sich die Zustände. Als sich abzeichnete, dass Jacob Severin, der seit 1742 auch Lars Dalagers Schwager war, sein Handelsmonopol nicht verlängern würde und die Zukunft des Grönlandhandels ungewiss war, verließ Lars Dalager Grönland 1748. 1750 wurde Det almindelige Handelskompagni gegründet, in der Lars Dalager und sein jüngerer Bruder Carl sich anstellen ließen. Er kehrte somit am 13. Mai 1750 nach Paamiut zurück, um sein Amt weiterzuführen.
Die Hauptmotivation der Kolonisierung Grönlands war gewesen, dass man dort die Nachfahren der Grænlendingar vermutet hatte, die sich dort im Mittelalter niedergelassen hatten, aber die man nicht mehr auffinden konnte. Auch ihre Siedlungen waren bis dahin nicht gefunden worden. Nachdem Lars Dalager der grönländischen Bevölkerung von der Eystribyggð erzählt hatte, meldete ein Grönländer im Spätsommer 1751, dass er diese auf einer Jagdreise gesehen hatte. Daraufhin brach Lars Dalager am 28. August gemeinsam mit fünf Begleitern, darunter einer Grönländerin, in Paamiut auf, um die Stelle aufzusuchen. Sie fuhren mit dem Boot in den äußersten Norden des Kolonialdistrikts zum schmalen Fjord Tininnertooq und dann zu dessen Ende. Dort gingen sie am 2. September an Land und erklommen das Inlandseis am Gletscher Sioqqap Sermia (Frederikshåb Isblink). Sie ernährten sich von Rentieren, Käse und Zwieback. Während der Expedition stellten sie fest, dass die grönländische Begleiterin ihre Nadeln vergessen hatte und die zerschlissenen Schuhe der Gruppe nicht reparieren konnte, was sie zur Rückkehr zwang. Am 8. September erreichten sie ihre Basisstation und machten sich am folgenden Tag auf den Rückweg und erreichten Paamiut am 10. September. Die Eystribyggð wurde bei der Expedition nicht entdeckt (diese lag etwa 300 km weiter südöstlich), aber Lars Dalager war der erste bekannte Europäer, der das grönländische Inlandseis betrat, und die von ihm bestiegenen Berge wurden ihm zu Ehren Dalager Nunatakker benannt. Im folgenden Winter verfasste er den Bericht Grønlandske Relationer, in den auch ein Expeditionsbericht über seine Reise einging.

### Zeit als Kaufmann in Nuuk
1754 wurde er in die Kolonie Godthaab in Nuuk versetzt, während sein Bruder Carl ihn in Paamiut ablöste. Er war bemüht, die Grönländer beim Robbenfang zu unterstützen und versuchte den Garnfang zu verbreiten. Außerdem kaufte er mit eigenen Mitteln der Bevölkerung ihre schlechten Gewehre ab und gab gegen eine Leihgebühr bessere Gewehre zurück, was zu deutlich besseren Einnahmen für den Handel führte. Lars Dalager fühlte sich in Grönland so wohl, dass er den Plan hatte, nie wieder nach Dänemark zurückzukehren. 1754 bat er um Erlaubnis, eine Grönländerin heiraten zu dürfen, und erhielt diese auch, tat dies dann aber doch nicht.
Der Missionar in Nuuk war von 1739 bis 1751 Christian Drachardt gewesen, mit dem sich Dalager bei seinen früheren Besuchen schon angefreundet hatte. Dieser hatte sich 1742 stark der konkurrierenden Herrnhuter Mission in Neu-Herrnhut angenähert und er war ein starker Gegner von Hans Egedes ursprünglicher Missionspraxis. Er war 1744 selbst der Herrnhuter Brüdergemeine beigetreten und hatte auch seinen Katecheten Berthel Laersen beeinflusst, welcher während Lars Dalagers Amtszeit immer noch in Nuuk tätig war. Beide waren sich über ihre Haltung gegenüber der dänischen Mission einig, auch wenn Lars Dalager ansonsten als Anhänger Hans Egedes galt. Er hielt es vor allem für problematisch, dass die dänischen Missionare Grönland bereits nach wenigen Jahren wieder verließen und nie genügend Sprachkenntnisse erwarben, um reell etwas ausrichten zu können. 1752 war Rasmus Berthelsen Bruun Missionar in Nuuk geworden und dieser hatte nichts für die Herrnhuter Brüdergemeine übrig. Dies führte auch zu Spannungen zwischen Bruun und Berthel Laersen, die sich aber bald legten. Lars Dalager war hingegen recht cholerisch und verfeindete sich mit Bruun und beschwerte sich regelmäßig beim Missionskollegium und der Handelsdirektion über hin und warf ihm Verfehlungen vor. Erst nachdem Berthel Laersen 1757 nach Kangaamiut versetzt worden war, verbesserte sich das Verhältnis zwischen Dalager und Bruun etwas. Dennoch erlaubte er den Herrnhutern im Folgejahr die Gründung einer weiteren Missionsstation nahe der 1754 gegründeten Loge Fiskenæsset in Qeqertarsuatsiaat, wo bisher noch kein Missionar angestellt worden war. Dies führte zu einem Konflikt zwischen dem Missionskollegium und der Handelsdirektion, da erstere sich in ihrem Einflussbereich übergangen sah. Eine scharfe Kritik an die Handelsdirektion ließ diese an Lars Dalager weitergeben, der dadurch nur noch mehr verärgert wurde. 1759 bat er dennoch unvermittelt beim Missionskollegium um eine Anstellung als Missionar mit der Anmerkung, er habe selbst bereits in Qeqertarsuatsiaat missioniert. Das Missionskollegium ernannte ihn daraufhin zum Missionsassistent in Qeqertarsuatsiaat, was Lars Dalager zusätzlich verärgerte, da er sich den Posten als Missionar in Nuuk ausgemalt hatte. All dies hatte zur Folge, dass Dalager sich nun vollends mit der dänischen Mission verfeindete, was bis hin zu Handgreiflichkeiten mit den Missionaren führte. Dies führte zu Beschwerden bei der Handelsdirektion, die ihn mehrfach verwarnte. Nachdem die Beschwerden nicht aufhörten, ließ die Handelsdirektion Dalager am 15. April 1767 von seinem Amt entheben. Er protestierte in einem Brief am 11. November desselben Jahres. Darin verteidigte er seine Arbeit in den vorangegangenen Jahrzehnten, gab an, für das Wohl der grönländischen Bevölkerung zu arbeiten, während er den Missionaren geradezu vorwarf, diese auszulöschen. Seine Liebe zu Grönland zeigte sich darin, dass er darum bat, versetzt zu werden, solange er Grönland nur nicht verlassen müsse. Er schlug auch vor eine Loge im bisher unkolonisierten Südgrönland zu errichten, wo der größte Teil der Bevölkerung lebte. Es half aber alles nichts und er musste Grönland verlassen und in Kopenhagen überwintern.

### Zeit als Kaufmann in der Finnmark
Im Mai 1768 wurde er zum Kaufmann in der Finnmark ernannt, wo er in Kjøllefjord und Tana diente. Die dortigen Handelsgebäude waren verfallen und in der Anfangszeit war er damit beschäftigt, diese wieder instand setzen zu lassen. Er war aber unzufrieden mit seinem Posten und bat um eine Versetzung. Am 22. Mai 1770 wurde er zum Kaufmann in Vadsø ernannt. Dort heiratete er am 27. September 1770 im Alter von rund 50 Jahren Anna Christina Falch oder Anna Kirstine Fuchs, deren Herkunft unbekannt ist. Auch in Vadsø leistete er äußerst zufriedenstellende Arbeit, die ihn vor allem mit seinem Vorgänger verglichen, der wegen seiner hohen Schulden abgesetzt worden war. Seine Amtszeit sollte jedoch nicht lange währen, da er am 7. Januar 1772 einem „Gallenfieber“ erlag. Aus seiner späten Ehe war kein Kind geboren worden und das Schicksal seiner Witwe ist unbekannt.